# En prinsessas dagbok (film)
En prinsessas dagbok är en amerikansk film från 2001 i regi av Garry Marshall. Filmen är baserad på en serie böcker skrivna av Meg Cabot. 2004 fick filmen en uppföljare, En prinsessas dagbok 2 – kungligt uppdrag.
Det finns 10 böcker i serien, som skiljer sig en del från filmerna.

## Handling
15-åriga Mia (Amelia Mignonette Grimaldi Thermopolis) får veta att hon är enda tronarvingen till det lilla europeiska kungadömet Genovien och hennes farmor vill ge henne prinsesslektioner. När nyheten kommer ut belägrar skvallerpressen skolan och skolans snyggaste kille börjar uppvakta henne. Men kommer Mia att glömma sina riktiga vänner nu, och vill hon verkligen bli prinsessa?

## Tagline
- She rocks. She rules. She reigns.

## Skillnaden på böckerna och filmerna
- I boken heter Mias farmor Clarisse Renaldo inte Renaldi
- I boken är inte Mias farmor drottning utan ärkefurstinna av Genovia, och hon är inte lika trevlig och förstående utan beskrivs som en kort, otrevlig dam med målade ögonbryn och tatuerad eyeliner.
- I boken är Mias pappa Philippe Renaldo inte död, däremot så överlevde han testikelcancern.
- I boken har Mia känt sin pappa och farmor hela livet, i filmen säger hon att hon aldrig har träffat någon av dem.
- I filmen har Mias Morfar varit död i ett år.
- I boken har Mia en livvakt som heter Lars och kommer från Sverige, i filmen heter han Joe och är chaufför åt både Mia och hennes farmor.
- I boken bor Mia i New York, i filmen bor hon i San Francisco.
- I boken bor Mias farmor i en lyxsvit på Hotel Plaza, i filmen bor hon i ett stort konsulatstylat hus i San Francisco. I boken har Clarisse en pudel som heter Rommel, i filmen heter den Maurice.
- I boken har inte Lana vänner som heter Ana och Fontana utan hennes bästa kompis heter Trisha, och Lilly har inte en vän som heter Jeremiah. Mia har många fler vänner än Lilly och Michael, och ofta brukar hon vara med Boris Pelkowski, Tina Hakim Baba, Perin, Ling su Wong, Shameeka Taylor, John Paul Reynolds Abernathy IV (J.P eller KillenSomHatarNärDetÄrMajsIChilin).
- En annan liten ändring är Lillys tv-program som i boken heter 'Lilly säger sanningen' (Lilly tells it like it is), i filmen däremot heter det 'Shut up and listen'.
- Mias mamma Helen Thermopolis dejtar Mias mattelärare Mr. Frank Gianini, i filmen heter han Mr. Patrick O'Connell.
- Josh och Lanas efternamn har också ändrats i filmen. I boken heter de Richter och Weinberger och i filmen har det ändrats till Bryant och Thomas.
- I boken bor Mia i en vanlig lägenhet, i filmen bor hon i en renoverad gammal brandstation.
- Mia berättar inte för Lilly att hon är prinsessa av Genovia, utan hon får reda på det när Mias Farmor berättar för tidningen att Mia är prinsessa.
- Mia har ingen bil i böckerna.
- I boken går Mia på Albert Einstein High School, men i filmen har de ändrat till att hon går på Garden Grove High School.
- I boken kysser Josh Mia utanför Multikulturella Vinter Balen, i filmen kysser han henne på ett strandparty.
- I boken jobbar inte Michael Moscovitz på en bilverkstad, han ägnar sin fritid åt att jobba på sin internetsida Crackhead.
- I boken är det Mia som är hemligt kär i Michael, han besvarar inte hennes kärlek förrän i Kär då han får veta att det är hon som har skickat anonyma kärleksdikter.
- I boken är Michael mycket längre än Mia, i filmen är han mycket kortare.
- I boken är Mia 14 år när hon får reda på att hon är prinsessa av Genovia, i filmen är hon 15.
- I filmen är Lilly och Michael tvillingar, i boken är Michael 3 år äldre.
- I filmen har Mia långt, lockigt och väldigt tovigt hår och hon har också glasögon. I boken har hon kort, diskvattenblont hår som senare färgas till blont.
- I filmen heter Michaels band Flypaper, i boken heter bandet Skinner box och har lite mer "nördiga" medlemmar som Boris Pelkowski.

## Rollista (i urval)
- Julie Andrews - Clarisse Renaldi
- Anne Hathaway - Mia Thermopolis
- Hector Elizondo - Joe
- Heather Matarazzo - Lilly Moscovitz
- Mandy Moore - Lana Thomas
- Caroline Goodall - Helen Thermopolis
- Sandra Oh - Rektorn